# The ins and outs of inns
The ins and outs of inns es el 29no episodio de la serie de televisión norteamericana Gilmore Girls.

## Resumen del episodio
Al descubrir que Fran Weston, dueña de una cafetería, es también la propietaria de la posada abandonada, el Dragonfly, Lorelai y Sookie van para preguntarle si puede vendérsela, pero esta mujer no quiere pues dice que significa mucho para ella. La dueña de la posada Independence, Mia, llega de visita a Stars Hollow y Lorelai le cuenta sobre los planes que tiene junto a Sookie de abrir una posada. Mia responde que pensaba vender el independence y que este podría ser el momento indicado, algo que molesta un poco a Lorelai, ya que la consideraba como un hogar, y se pelea con Sookie, argumentando que no está muy segura de seguir con su sueño. Emily le pide a Rory que pose para una pintura que su abuelo tendrá en su oficina, y Jess genera más problemas inventando un falso asesinato. El pueblo entero, encabezado por Taylor, realiza una reunión a espaldas de Luke para hablar sobre las molestias que causa Jess, y Rory le dice que él no sufre los ataques del pueblo, y Luke sí. Lorelai sigue molesta por la decisión de Mia, y le explica a su madre el motivo de su malhumor. Emily visita a Mia y ésta le dice que acogió a Lorelai de muchacha por estar muy desesperada con su hija. Finalmente, Lorelai y Sookie se reconcilian y afirman que seguirán con su sueño y enfrentarán a lo que se les oponga.
- Datos: Q11704447